# Khader Yousef Abu Hammad
Khader Yousef Abu Hammad (in arabo خضر يوسف‎?; Betlemme, 10 giugno 1984) è un calciatore palestinese, centrocampista del Taraji Wadi Al-Nes e della Nazionale palestinese.

## Carriera

### Club
Ha giocato nel campionato giordano e palestinese.

### Nazionale
Con la maglia della Nazionale ha collezionato più di 50 presenze, ed è stato convocato per la Coppa d'Asia 2015.